# Премия TVyNovelas за лучшую роль в исполнении заслуженного актёра
Премия TVyNovelas за лучшую роль в исполнении заслуженного актёра (исп. Mejor primer actor) — престижная ежегодная награда лучшему заслуженному актёру в теленовеллах производства компании Televisa, вручаемая в рамках премии TVyNovelas.
Данная номинация существует с 1986 года, когда её выделили из основной номинации «Лучшая мужская роль». Премия вручается актёрам, обладающих значительным опытом работы в теленовеллах и имеющих солидный послужной список в этой области.

## Номинанты и победители
В списке приведены сведения о номинантах и победителях, сгруппированные по церемониям (годам) и десятилетиям. В таблицы включены имена актёров и названия теленовелл, за которые получена номинация.
Победители каждого года указаны первыми в списке, выделены полужирным шрифтом на золотом фоне.

### 1980-е
| Год  | Актёр                      | Название теленовеллы |
| ---- | -------------------------- | -------------------- |
| 1986 | Карлос Ансира              | Пожить немножко      |
| 1986 | Аугусто Бенедико           | Пожить немножко      |
| 1986 | Мигель Мансано             | Никто, кроме тебя    |
| 1986 | Рафаэль Инклан             | Пожить немножко      |
| 1987 | Карлос Ансира              | Секретная тропа      |
| 1987 | Хулио Алеман               | Пленница             |
| 1987 | Серхио Рамос «Эль Команче» | Обольщение           |
| 1987 | Тони Карбахаль             | Чёрный список        |
| 1988 | Эрнесто Гомес Крус         | Такой как мы         |
| 1988 | Игнасио Лопес Тарсо        | Путь к славе         |
| 1988 | Мигель Мансано             | Виктория             |
| 1989 | Хоакин Кордеро             | Любовь в тишине      |
| 1989 | Хорхе Мартинес де Ойос     | Грех Оюки            |
| 1989 | Тони Карбахаль             | Общество скупцов     |

### 1990-е
| Год  | Актёр                  | Название теленовеллы     |
| ---- | ---------------------- | ------------------------ |
| 1990 | Эрнесто Алонсо         | Белое и чёрное           |
| 1991 | Хорхе Руссек           | Дни без луны             |
| 1991 | Энрике Лисальде        | Дотянуться до звезды     |
| 1991 | Эрик дель Кастильо     | Когда приходит любовь    |
| 1991 | Игнасио Лопес Тарсо    | Белые ангелы             |
| 1991 | Мигель Мансано         | Я покупаю эту женщину    |
| 1992 | Тони Карбахаль         | Чудо и волшебство        |
| 1992 | Фернандо Лухан         | Цепи горечи              |
| 1992 | Хорхе Лават            | Девчушки                 |
| 1993 | Хорхе Мартинес де Ойос | Дедушка и я              |
| 1993 | Энрике Альварес Феликс | Улыбка Дьявола           |
| 1993 | Хоакин Кордеро         | Потанцуй со мной         |
| 1994 | Энрике Роча            | Две женщины, одна судьба |
| 1994 | Энрике Лисальде        | Дикое сердце             |
| 1994 | Хоакин Кордеро         | Бедные родственники      |
| 1995 | Игнасио Лопес Тарсо    | Кристальная империя      |
| 1995 | Мануэль Охеда          | Полёт орлицы             |
| 1995 | Мигель Палмер          | Маримар                  |
| 1996 | Энрике Лисальде        | Если я умру              |
| 1996 | Эрик дель Кастильо     | Алондра                  |
| 1996 | Гильермо Муррай        | Узы любви                |
| 1997 | Хорхе Руссек           | В плену страсти          |
| 1997 | Карлос Брачо           | Тень другого             |
| 1997 | Педро Армендарис мл.   | Вина                     |
| 1998 | Хорхе Руссек           | Ураган                   |
| 1998 | Энрике Лисальде        | Эсмеральда               |
| 1998 | Энрике Роча            | Шалунья                  |
| 1999 | Хосе Карлос Руис       | Мечтательницы            |
| 1999 | Эрик дель Кастильо     | Ложь                     |

### 2000-е
| Год  | Актёр                      | Название теленовеллы      |
| ---- | -------------------------- | ------------------------- |
| 2000 | Эрик дель Кастильо         | Обманутые женщины         |
| 2000 | Хоакин Кордеро             | Ради твоей любви          |
| 2000 | Роберто Гусман             | Росалинда                 |
| 2001 | Хоакин Кордеро             | Обними меня крепче        |
| 2001 | Сесар Эвора                | Обними меня крепче        |
| 2001 | Игнасио Лопес Тарсо        | Дом на пляже              |
| 2002 | Эрик дель Кастильо         | Подруги и соперницы       |
| 2002 | Аарон Эрнан                | Страсти по Саломее        |
| 2002 | Мануэль Охеда              | Источник                  |
| 2003 | Игнасио Лопес Тарсо        | Немного блошек            |
| 2003 | Эрик дель Кастильо         | Моя любимая девочка       |
| 2003 | Хосе Карлос Руис           | Дороги любви              |
| 2004 | Карлос Камара              | Истинная любовь           |
| 2004 | Хосе Карлос Руис           | Ночная Мариана            |
| 2004 | Серхио Рамос «Эль Команче» | Мой грех – в любви к тебе |
| 2006 | Мануэль Охеда              | Рассвет                   |
| 2006 | Хоакин Кордеро             | Мачеха                    |
| 2006 | Луис Баярдо                | Супруга девственница      |
| 2006 | Рауль Падилья              | Мечты и карамель          |
| 2007 | Эрик дель Кастильо         | Скрытая правда            |
| 2007 | Хулио Алеман               | Скрытая правда            |
| 2007 | Карлос Брачо               | Самая красивая дурнушка   |
| 2007 | Энрике Лисальде            | Раны любви                |
| 2007 | Хосе Карлос Руис           | Любовь без границы        |
| 2008 | Херман Роблес              | Страсть                   |
| 2008 | Эктор Саэс                 | Под властью любви         |
| 2008 | Хулио Алеман               | Очищенная любовь          |
| 2009 | Мануэль «Флако» Ибаньес    | Дуракам в раю не место    |
| 2009 | Мануэль Охеда              | Гроза в раю               |
| 2009 | Рафаэль Инклан             | Железная душа             |

### 2010-е
| Год  | Актёр                   | Название теленовеллы               |
| ---- | ----------------------- | ---------------------------------- |
| 2010 | Луис Химено             | Завтра — это навсегда              |
| 2010 | Энрике Роча             | Дикое сердце                       |
| 2010 | Серхио Гойри            | Мой грех                           |
| 2011 | Алехандро Камачо        | Дневники супружества               |
| 2011 | Эрик дель Кастильо      | Я твоя хозяйка                     |
| 2011 | Хосе Элиас Морено мл.   | Девочка моего сердца               |
| 2011 | Хуан Феррара            | Море любви                         |
| 2012 | Сесар Эвора             | Триумф любви                       |
| 2012 | Энрике Роча             | Счастливая семья                   |
| 2012 | Фернандо Альенде        | Надежда сердца                     |
| 2012 | Рохелио Герра           | Рафаэла                            |
| 2013 | Алехандро Камачо        | Бездна страсти                     |
| 2013 | Хосе Элиас Морено мл.   | Свирепая любовь                    |
| 2013 | Мануэль Охеда           | Для неё я Ева                      |
| 2014 | Хесус Очоа              | Свободны, чтобы любить''           |
| 2014 | Игнасио Лопес Тарсо     | Непокорное сердце                  |
| 2014 | Патрисио Кастильо       | Лгать чтобы выжить                 |
| 2015 | Мануэль «Флако» Ибаньес | Какие же бедные эти богатые        |
| 2015 | Хосе Элиас Морено мл.   | Хочу любить тебя                   |
| 2015 | Рене Касадос            | Моё сердце твоё                    |
| 2015 | Мануэль Охеда           | Кошка                              |
| 2016 | Артуро Пениче           | Не отпускай меня                   |
| 2016 | Карлос Брачо            | Соседка                            |
| 2016 | Игнасио Лопес Тарсо     | Ловушки любви                      |
| 2016 | Луис Баярдо             | Страсть и власть                   |
| 2016 | Мануэль «Флако» Ибаньес | Лучше умереть, чем быть как Личита |
| 2017 | Сесар Эвора             | Амазонки                           |
| 2017 | Алексис Айала           | Сердце которое лжёт                |
| 2017 | Эрик дель Кастильо      | Трижды Ана                         |
| 2017 | Хесус Очоа              | Отель секретом                     |
| 2017 | Патрисио Кастильо       | Кандидатка                         |
| 2018 | Хуан Карлос Баррето     | Лучший папа среди мам              |
| 2018 | Адальберто Парра        | Поддаться искушению                |
| 2018 | Алехандро Томмаси       | Двойная жизнь Этелы Каррильо       |
| 2018 | Энрике Роча             | Я признаю свою вину                |
| 2018 | Хосе Карлос Руис        | Мое очаровательное проклятье       |
| 2019 | Алексис Айала           | Любить до смерти                   |
| 2019 | Гильермо Гарсия Канту   | Любовь вне закона                  |
| 2019 | Патрисио Кастильо       | Семья моего мужа стала ещё больше  |
| 2019 | Рафаэль Инклан          | Семья моего мужа стала ещё больше  |
| 2019 | Омар Фьерро             | Дочери луны                        |

## Многократные номинанты
В таблицах полужирным золотым шрифтом отмечены годы побед.
| 9 номинаций           | 9 номинаций                                          |
| --------------------- | ---------------------------------------------------- |
| • Эрик дель Кастильо  | 1991, 1996, 1999, 2000, 2002, 2003, 2007, 2011, 2017 |
| 7 номинаций           |                                                      |
| • Игнасио Лопес Тарсо | 1988, 1991, 1995, 2001, 2003, 2014, 2016             |
| 6 номинаций           |                                                      |
| • Мануэль Охеда       | 1995, 2002, 2006, 2009, 2013, 2015                   |
| • Хоакин Кордеро      | 1989, 1993, 1994, 2000, 2001, 2006                   |
| 5 номинаций           |                                                      |
| • Хосе Карлос Руис    | 1999, 2003, 2004, 2007, 2018                         |
| • Энрике Лисальде     | 1991, 1994, 1996, 1998, 2007                         |
| • Энрике Роча         | 1994, 1998, 2010, 2012, 2018                         |

| 3 номинации      | 3 номинации      | 3 номинации                  | 3 номинации      |
| ---------------- | ---------------- | ---------------------------- | ---------------- |
| • Карлос Брачо   | 1997, 2007, 2016 | • Мануэль «Флако» Ибаньес    | 2009, 2015, 2016 |
| • Мигель Мансано | 1986, 1988, 1991 | • Патрисио Кастильо          | 2014, 2017, 2019 |
| • Рафаэль Инклан | 1986, 2009, 2019 | • Серхио Рамос «Эль Команче» | 1987, 2004       |
| • Сесар Эвора    | 2001, 2012, 2017 | • Тони Карбахаль             | 1987, 1989, 1992 |
| • Хорхе Руссек   | 1991, 1997, 1998 | • Хосе Элиас Морено          | 2011, 2013, 2015 |
| • Хулио Алеман   | 1987, 2007, 2008 |                              |                  |
| 2 номинации      |                  |                              |                  |
| • Алексис Айала  | 2017, 2019       | • Алехандро Камачо           | 2011, 2013       |
| • Карлос Ансира  | 1986, 1987       | • Луис Баярдо                | 2006, 2016       |
| • Хесус Очоа     | 2014, 2017       | • Хорхе Мартинес де Ойос     | 1989, 1993       |

## Рекорды и достижения
- Актёр, получивший наибольшее количество наград (3):
  - Эрик дель Кастильо
  - Игнасио Лопес Тарсо[исп.]
- Актёр, имеющий самое большое количество номинаций (9):
  - Эрик дель Кастильо
- Актёр, победивший во всех своих номинациях:
  - Алехандро Камачо[исп.]
  - Карлос Ансира[исп.]
  - Хорхе Руссек
- Самый молодой победитель в номинации:
  - Сесар Эвора — 52 года
- Самый молодой номинант на премию:
  - Сесар Эвора — 42 года
- Самый старший победитель в номинации:
  - Луис Химено — 83 года
- Самый старший номинант на премию:
  - Игнасио Лопес Тарсо[исп.] — 91 год
- Актёр, победивший с самым маленьким интервалом между победами (2 года):
  - Карлос Ансира[исп.] — 1 год
- Актёр, победивший с самым большим интервалом между победами:
  - Хоакин Кордеро — 12 лет
- Актёры, победившие в номинации за одну и ту же роль:
  - Хорхе Мартинес де Ойос (Дедушка и я, 1993) и Игнасио Лопес Тарсо[исп.] (Немного блошек[исп.], 2003)
  - Хоакин Кордеро (Любовь в тишине[исп.], 1989) и Артуро Пениче (Не отпускай меня[исп.], 2016)
- Актёры, номинированные на премию за одну и ту же роль:
  - Аугусто Бенедико (Пожить немножко, 1986) и Хоакин Кордеро (Мачеха, 2006)
- Актёры, выигравшие премию, несмотря на то, что играли главную отрицательную роль:
  - Карлос Ансира[исп.] (Пожить немножко, 1986)
  - Хоакин Кордеро (Любовь в тишине[исп.], 1989)
  - Энрике Роча (Две женщины, одна судьба[исп.], 1994)
  - Хосе Карлос Руис (Мечтательницы[исп.], 1999)
  - Карлос Камара (Истинная любовь, 2004)
  - Хулио Алеман (Скрытая правда, 2007)
  - Артуро Пениче (Не отпускай меня[исп.], 2016)
- Актёры, номинированные на премию, несмотря на то, что играли главную отрицательную роль:
  - Серхио Рамос «Эль Команче» (Обольщение[исп.], 1987)
  - Педро Армендарис мл.[исп.] (Вина[исп.], 1997)
  - Энрике Лисальде[исп.] (Эсмеральда[исп.], 1998)
  - Сесар Эвора (Обними меня крепче, 2001)
  - Эрик дель Кастильо (Моя любимая девочка[исп.] , 2003)
  - Серхио Гойри[исп.] (Мой грех[исп.], 2010)
  - Энрике Роча (Дикое сердце[исп.], 2010)
  - Мануэль Охеда (Для неё я Ева[исп.], 2013)
- Актёры-иностранцы, победившие в номинации:
  - Карлос Камара — Доминиканская Республика
  - Херман Роблес — Испания
  - Луис Химено — Уругвай
  - Сесар Эвора — Куба
  - Алексис Айала — США